# Hans Joachim Moser
Hans Joachim Moser (ur. 25 maja 1889 w Berlinie, zm. 14 sierpnia 1967 tamże) – niemiecki muzykolog.

## Życiorys
Syn Andreasa. Uczył się gry na skrzypcach u ojca, następnie studiował u Hermanna Kretzschmara i Johannesa Wolfa na Uniwersytecie Berlińskim, Ludwiga Schiedermaira na Uniwersytecie w Marburgu oraz Hugo Riemanna i Arnolda Scheringa na Uniwersytecie w Lipsku. Pobierał także lekcje śpiewu u Oskara Noëgo i Felixa Schmidta. W 1910 roku uzyskał tytuł doktora na Uniwersytecie w Rostocku na podstawie dysertacji Die Musikergenossenschaften im deutschen Mittelater. W latach 1910–1914 działał jako śpiewak (bas-baryton) w Berlinie. W czasie I wojny światowej służył na froncie, po jej zakończeniu habilitował się w 1919 roku na Uniwersytecie w Halle na podstawie pracy Das Streichinstrumentenspiel im Mittelalter. Wykładał na uniwersytetach w Halle (1922–1924), Heidelbergu (1925–1927) i Berlinie (1927–1934). W 1934 roku został usunięty ze stanowiska na uczelni. Od 1940 do 1945 roku był kierownikiem Reichsstelle für Musik-Bearbeitungen. Po II wojnie światowej powrócił do pracy akademickiej, od 1947 roku wykładał na Uniwersytecie w Jenie oraz w Hochschule für Musik w Weimarze. Od 1950 do 1960 roku był dyrektorem berlińskiego Städtisches Konservatorium.

## Twórczość
Zajmował się głównie historią muzyki niemieckiej, którą rozpatrywał od strony historycznej, analitycznej i metodologicznej. Interesował się zagadnieniem periodyzacji. Był autorem podręczników, opracowań biograficznych oraz monografii poświęconych muzyce Kościoła ewangelickiego i historii pieśni. Pracował nad sporządzeniem katalogu dzieł Carla Marii von Webera, jednak projektu tego nie ukończył. Poza działalnością naukową zajmował się dziennikarstwem, pisarstwem (nowele, opowiadania), a także komponowaniem. Skomponował operę szkolną Der Reisekamerad, utwory chóralne i pieśni.
Rozważania Mosera na temat muzyki niemieckiej często miały charakter nacjonalistyczny, w okresie III Rzeszy uległ rasistowskim i antysemickim teoriom panującym w ówczesnej nauce, czego świadectwem było całkowite pomijanie milczeniem twórczości Mendelssohna w publikowanych wówczas opracowaniach.

## Ważniejsze prace
(na podstawie materiałów źródłowych)
- Technik der deutschen Gesangskunst (Berlin 1911, wspólnie z Oskarem Noë)
- Geschichte der deutschen Musik (3 tomy, Stuttgart-Berlin 1920, 1922, 1924)
- Musikalisches Wörterbuch (Lipsk-Berlin 1923)
- Paul Hofhaimer: Ein Lied- und Orgelmeister des deutschen Humanismus (Stuttgart-Berlin 1929)
- Die Ballade (Berlin 1930)
- Die Epoken der Musikgeschichte im Überblick (Stuttgart-Berlin 1930)
- Die mehrstimmige Vertonung des Evangeliums (2 tomy, Lipsk 1931 i 1934)
- Musiklexikon (Berlin 1932–1935)
- Corydon: das ist: Geschichte des mehrstimmigen Generalbass-Liedes und des Quodlibets im deutschen Barock (2 tomy, Brunszwik 1933)
- Die Melodien der Luther-Lieder (Lipsk-Hamburg 1935)
- Johann Sebastian Bach (Berlin 1935)
- Tönende Volksaltertümer (Berlin 1935)
- Heinrich Schütz: Sein Leben und Werk (Kassel 1936)
- Lehrbuch der Musikgeschichte (Berlin 1936)
- Das deutsche Lied seit Mozart (Berlin-Zurych 1937)
- Die Musikfibel (Lipsk 1937)
- Kleine deutsche Musikgeschichte (Stuttgart 1938)
- Allgemeine Musiklehr (Berlin 1940)
- Christoph Willibald Gluck (Stuttgart 1940)
- Kleines Heinrich-Schütz-Buch (Kassel 1940)
- Carl Maria von Weber (Lipsk 1941)
- George Friedrich Händel (Kassel 1941)
- Goethe und die Musik (Lipsk 1949)
- Lebensvolle Musikerziehung (Wiedeń 1952)
- Musikgeschichte in hundert Lebensbildern (Stuttgart 1952)
- Die evangelische Kirchenmusik in Deutschland (Berlin 1952)
- Musikästhetik (Berlin 1953)
- Die Musikleistung der deutschen Stämme (Wiedeń 1954)
- Die Tonsprachen des Abendlandes (Berlin-Darmstadt 1954)
- Dietrich Buxtehude (Berlin 1957)
- Musik in Zeit und Raum (Berlin 1960)
- Bachs Werke: Führer für Musikfreunde (Kassel 1964)